# Kill Zone - Ai confini della giustizia
Kill Zone - Ai confini della giustizia è un film del 2015 diretto da Cheang Pou-soi.
Pellicola prodotta ad Hong Kong da Wilson Yip.

## Trama
Chan Chi-kit detto "Kit", è un agente di polizia di Hong Kong infiltratosi in una organizzazione malavitosa che gestisce il traffico d'organi. Kit viene misteriosamente catturato e imprigionato a Bangkok. Wah è suo zio ma anche l'ispettore capo, che inizierà non solo ad indagare sul traffico d'organi ma anche sulla misteriosa scomparsa del nipote. Mr. Hung, malato di cuore, è a capo dell'organizzazione mafiosa, e tenterà in tutti i modi di catturare il fratello minore Man-biu per ucciderlo e farsi trapiantare il cuore. Chatchai è una guardia carceraria di Bangkok con una figlia malata di leucemia. Le vicende di tutti i protagonisti si incastreranno come in un mosaico, che darà come esito un drammatico epilogo ad alto contenuto di azione.

## Produzione
Con un budget di 23 milioni di dollari le riprese del film sono durate dal 1º maggio al 6 settembre 2014.

## Distribuzione
Il primo trailer è stato distribuito il 23 marzo 2015. La pellicola è stata distribuita in Cina e ad Hong Kong il 18 giugno 2015.

## Accoglienza

### Incassi
Il film ha incassato una cifra stimata attorno ai 43,36 milioni di dollari nel weekend di apertura (quattro giorni), debuttando al secondo posto al box office cinese dietro Jurassic World e al terzo posto in tutto il mondo alle spalle di Inside Out.

### Critica
Elizabeth Kerr del The Hollywood Reporter ha apostrofato il film come "un conciso e divertente film d'azione".
Joe Leydon di Variety ha detto "è un film drammatico di arti marziali con un'impronta noir, che intreccia ordinatamente slanci lirici e di emozione con virulenti attacchi di calci."
Derek Elley di Film Business Asia ha dato al film un punteggio di 6/10 e lo ha chiamato "un grande pasticcio, con una sceneggiatura caotica."